# Parafia św. Józefa Robotnika w Cichem
Parafia św. Józefa Robotnika w Cichem – rzymskokatolicka parafia należąca do dekanatu Czarny Dunajec archidiecezji krakowskiej. 

## Historia
Parafia została erygowana w 1982 roku przez kardynała Franciszka Macharskiego. W 2003 roku został konsekrowany kościół. 

## Proboszczowie
- ks. kan. Mieczysław Janosik[2]
- ks. Dariusz Głuszko (od 2022)[3][4]